# 动画音乐录像
动画音乐录像（Anime Music Video，简称）是MAD的一种，由一个或几个动画组成，并搭配一首歌曲的短片。大多数动画音乐录像都不是官方发行的，而是动画爱好者自己剪辑、编排而成。因此动画音乐录像大多在网上发布。许多动漫展都会举行动画音乐录像的竞赛或展出。通常，动画音乐录像都局限于日本动画，和日式电子游戏，所以AMV的A是代表Anime（日式動畫），而不是Animation（動畫）。

## 创作
音乐动画的创作最重要的是，通过剪辑产生于音乐的同步感。通常制作者会使用如下方法：
- 蒙太奇：在特定时刻使用动画的不同片断，这对制作者最为关键。动画中时间的发生或者镜头的转换要与音乐的节奏吻合同步。
- 对口型：动画中人物的嘴唇运动与歌词的匹配，使得仿佛人物在唱这首歌。
- 特效：使用视频编辑软件（例如非线编辑软件），多样化地编辑录像。这样甚至可以直接修改动画中人物的活动，以达到音画同步的目的。

## 网络漫画
一些网络漫画开始把动画音乐录像当作搞笑的对象。Hookie Dookie Panic!就是其中最著名的，由Brian Wilson and Shawn Lieske制作，而且除了动画音乐录像，还涉及了动漫展的其他方面——cosplay，动漫游。

## 版权问题
许多动画制作公司曾要求Youtube等网站删除动画音乐录像。当然，这些公司的确拥有那些动画的版权，但是动画音乐录像的制作者和观众都持反对意见，并要求保留创造性表达的权利。